# Ententýky
Ententýky jsou český televizní seriál vyrobený pro Českou televizi ve společnosti Eallin TV. Premiérově byl vysílán od 5. září do 19. prosince 2012 na stanici ČT1. Seriál pojednává o životě čtyř hlavních postav, jednoho otce a čtyř budoucích nebo nastávajících matek. Zmiňuje také např. téma střídavé péče o děti, sexu a posedlosti zdravým životním stylem. 
V seriálu vystupují členové skupiny Chinaski. Tato kapela složila také složila znělku seriálu, píseň „Ententýky“.

## Obsazení
| Jitka Schneiderová   | Ute Zikmundová     |
| Filip Blažek         | Viktor Brouk       |
| Oldřich Vízner       | Vilém Brouk        |
| Jonáš Zima           | Daniel Brouk       |
| Kristýna Kociánová   | Arnoštka Veselá    |
| Filip Čapka          | Břéťa Veselý       |
| Jitka Sedláčková     | Marie Smutná       |
| Miroslav Táborský    | Arnošt Smutný      |
| Zuzana Kajnarová     | Barbora Melíšková  |
| Martin Písařík       | Franta Chrpa       |
| Robert Jašków        | Petr Melíšek       |
| Agáta Zimová         | Natálka Melíšková  |
| Lucie Zedníčková     | Johana Márová      |
| Martin Kraus         | Tomáš Sejkora      |
| Jana Pidrmanová      | Veronika Jirousová |
| Tomáš Matonoha       | Libor Lamač        |
| Martina Preissová    | Eva Lamačová       |
| Vlasta Peterková     | Luisa Braunová     |
| Kateřina Hrachovcová | Nikol Fajmonová    |
| Petr Čtvrtníček      | Majk Fajmon        |
| Aleš Procházka       | Aleš Daneš         |
| Pavel Kikinčuk       | Michal Zahrádka    |
| Michal Malátný       | sám sebe           |
| Otakar Petřina       | sám sebe           |
| František Táborský   | sám sebe           |
| Ondřej Škoch         | sám sebe           |
| Štěpán Škoch         | sám sebe           |
| Petr Kužvart         | sám sebe           |

## Díly
Natočena byla pouze jedna řada. Kvůli nízké sledovanosti se v natáčení nepokračovalo.

### Seznam dílů
| Č. v seriálu | Původní název               | Režie     | Premiéra v ČR      | Sledovanost (v tisících) |
| ------------ | --------------------------- | --------- | ------------------ | ------------------------ |
| 1            | Zapomeňte na sex            | Jan Pecha | 5. září 2012       | 561                      |
| 2            | Jsem mizerná matka          | Jan Pecha | 19. září 2012      | 353                      |
| 3            | Nikdo mě nemá rád           | Jan Pecha | 26. září 2012      | 394                      |
| 4            | Krásná zvláštním způsobem   | Jan Pecha | 3. října 2012      | 374                      |
| 5            | Tajemství                   | Jan Pecha | 10. října 2012     | 379                      |
| 6            | Víc bolesti, než radosti    | Jan Pecha | 17. října 2012     | 340                      |
| 7            | Mejdan ve vaně              | Jan Pecha | 24. října 2012     | 328                      |
| 8            | Chvíle pro Hanu Hegerovou   | Jan Pecha | 31. října 2012     | 374                      |
| 9            | Zamiloval jsem se, odcházím | Jan Pecha | 7. listopadu 2012  | 309                      |
| 10           | Ohňostroj vášně             | Jan Pecha | 14. listopadu 2012 | 262                      |
| 11           | Červená knihovna            | Jan Pecha | 21. listopadu 2012 | 346                      |
| 12           | Pivo s fernetem             | Jan Pecha | 28. listopadu 2012 | 346                      |
| 13           | My dva a sex                | Jan Pecha | 5. prosince 2012   | 364                      |
| 14           | Nebe je vždycky modrý       | Jan Pecha | 12. prosince 2012  | 351                      |
| 15           | Mám ráda svůj život         | Jan Pecha | 19. prosince 2012  | 275                      |